# Pseudostegana campanularia
Pseudostegana campanularia är en tvåvingeart som först beskrevs av Toyohi Okada 1982.  Pseudostegana campanularia ingår i släktet Pseudostegana och familjen daggflugor.
Artens utbredningsområde är Filippinerna. Inga underarter finns listade i Catalogue of Life.